# کوره استاسانو
کوره استاسانو، کوره قوس الکتریکی برای تولید فولاد است. این کوره که توسط ارنستو استاسانو اختراع شد، اولین کوره قوس الکتریکی است که برای متالورژی آهنی استفاده می‌شد.

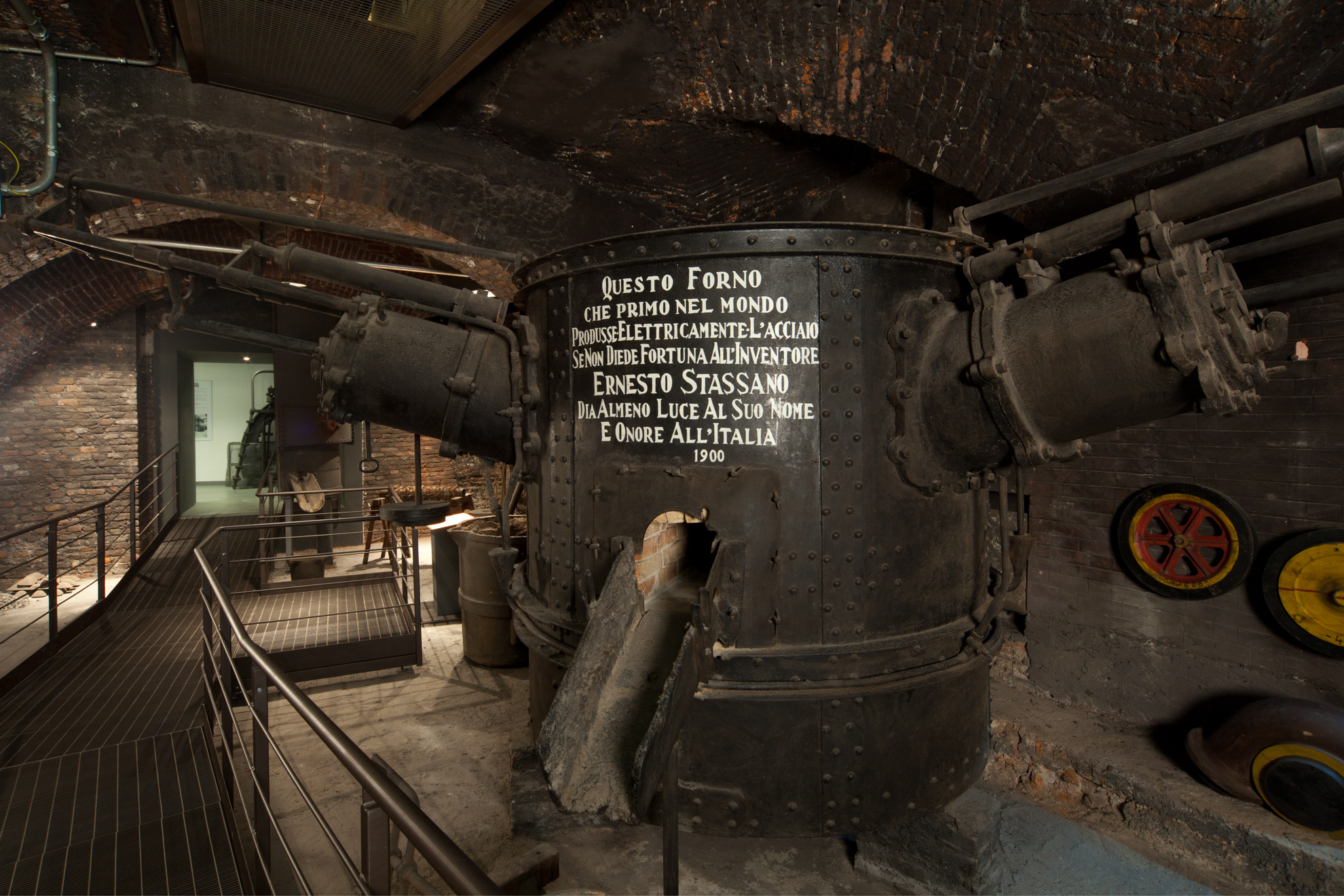
کوره استاسانو در موزه ملی علوم و فناوری لئوناردو داوینچی

## تاریخچه
استاسانو ایدهٔ ساخت کورهٔ الکتریکی برای متالورژی آهنی را در حالی که مشغول به کار در پونت-سانت-مارتین (کومونه) برای ساخت کوره الکتریکی برای تولید کلسیم کاربید بود، در سال ۱۸۹۶ داشت.
در سال 1898، استاسانو به کارگاه‌های کلیسای سانتا ماریا دی در رم نقل مکان کرد. آنجا، او اولین آزمایش‌های خود را برای به دست آوردن فولاد از سنگ‌معدن آهن با استفاده از کوره میله‌ای کوچک به همراه دو الکترود برای گرم کردن کوره به وسیله جریان غیر مستقیم 95 کیلووات، انجام داد. در همان سال، در دارفو بواریو ترمه، آزمایش‌های مشابهی با کوره‌ای مشابه که دارای 3 الکترود که در 370 کیلووات کار می‌کردند، انجام داد.

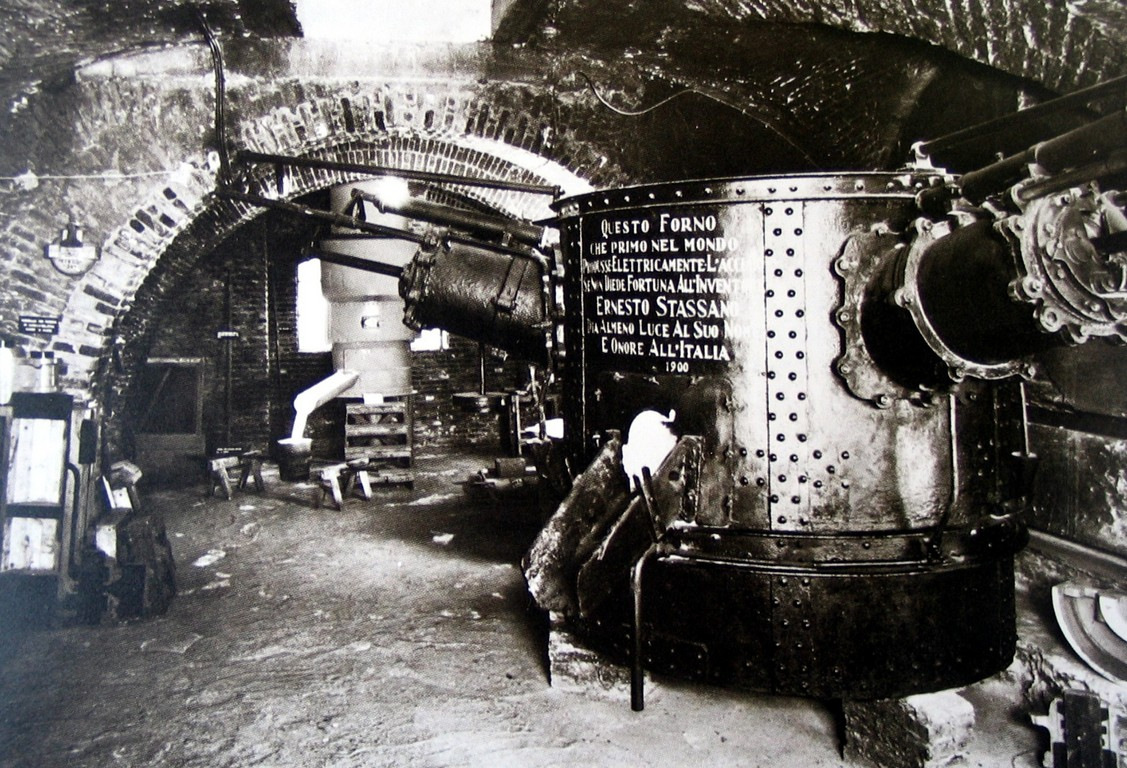
کوره استاسانو، 1920

در نتیجه آزمایش خود، استاسانو ساختار کوره را تغییر داد. او فضای بالای الکترودهارا کمتر کرد و فضای مخصوص الکترودها و محصولات تولیدی را جدا کرد. همچنین ورودی کوره خود را از بار تمام معدنی، به سنگ معدن، ضایعات و چدن تغییر داد. با این تغییرها، استاسانو توانست فولاد با کیفیتی به دست آورد، که بار وروردی آن 80% ضایعات و 20% چدن بود. این محصول تولیدی به گونه‌ای بود که میتوانست با فولاد وارداتی رقابت اقتصادی کند.
در سال 1898، استاسانو حق امتیاز اصول و راه‌حل‌های فنی کوره خود را در ایتالیا، اتریش، اسپانیا، لوکزامبورگ، بلژیک، نروژ، انگلیس، سوئد، آلمان و آمریکا به ثبت رساند. در سال 1901 در فرانسه و مجارستان، و در سال 1902 در سوئیس به ثبت رساند.
بر اساس کوره دارفو، در سال 1901 استاسانو کوره‌ای با پیکربندی نهایی ساخت و آن را در آرسنال تورین نصب کرد.
در سال 1904، استاسانو، انجمن کوره‌های ترموالکتریک استاسانو را بنا کرد و اولین کارخانه ذوب که در آن فولاد با استفاده از الکریسیته بدست می‌امد را در تورین افتتاح کرد. این کارخانه در سال 1905 فعال شد و در آن دو کورۀ 1تنی، دو کورۀ 2تنی و یک کورۀ 5تنی بود.

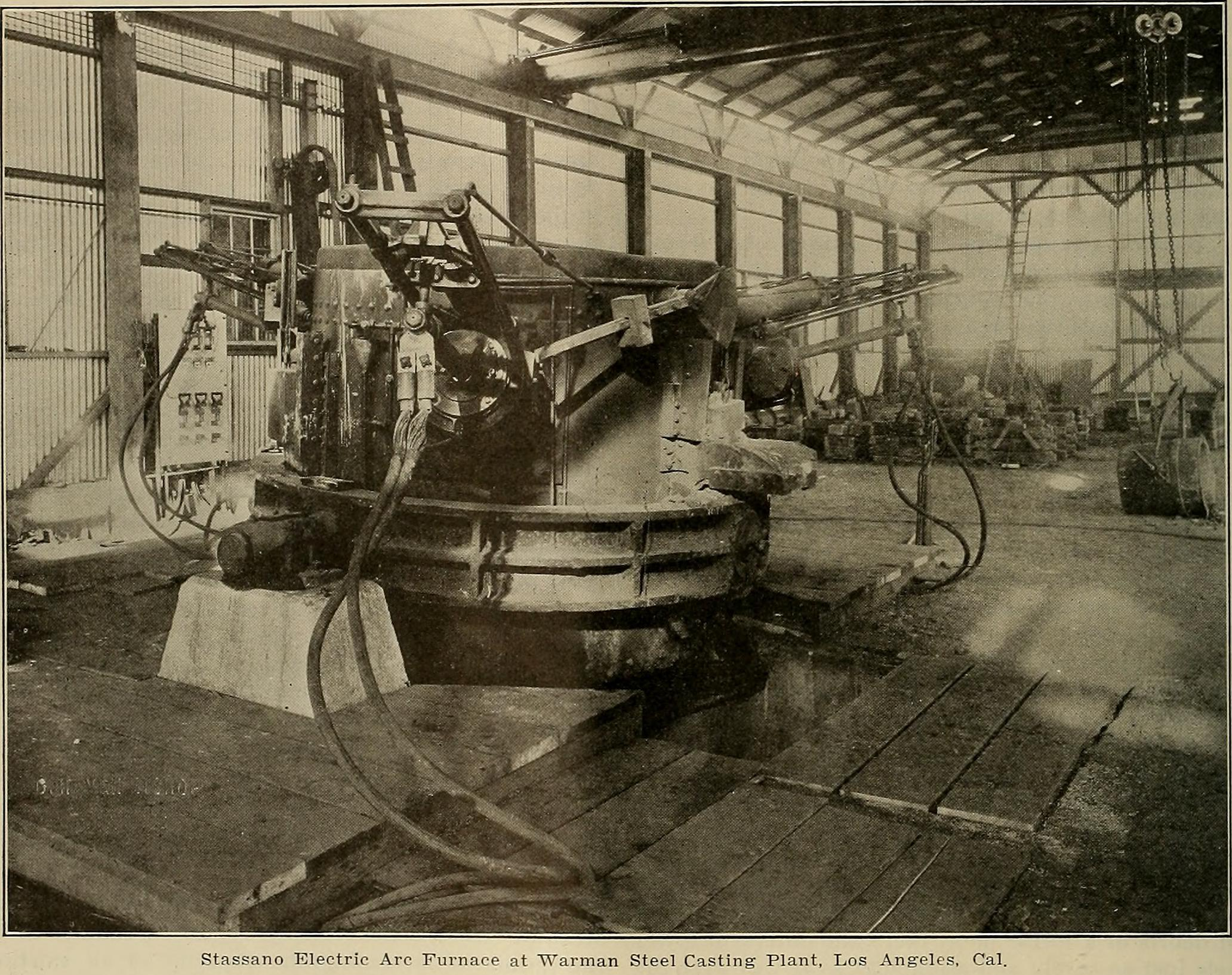

بین سال‌های 1906 و 1907 تعدادی کوره در Bonner Faserfabrik در بن(آلمان)، St. Polen(اتریش)، Dunston-on-Tyne و Newcastle(انگلیس)، Bridgeton و Redondo(آمریکا) فعلا شدند.در سال 1910 کوره‌هایی در کارخانه فولاد Ansaldo در جنوا و در کارخانه Vanzetti در میلان نصب شدند.
بین سال‌های 1900 تا 1915 سه نوع کوره قوس الکتریکی در صنعت فعال بودند، کوره قوس غیرمستقیم استاسانو، کوره قوس مستقیم هرولت با کفی‌های غیر رسانا و کوره قوس مستقیم جیرو با کفی‌های رسانا. در بین این سه کوره، کوره هرولت برای تولید انبود مناسب‌تر بود به همین دلیل استفاده از کوره‌های استاسانو تا سال 1915 کمتر شد.

## ساختار
کوره قوس غیرمستقیم الکتریکی استاسانو، در پیکربندی نهایی خود، از یک ساختار استوانه چدنی که داخل آن آجرهای نسوز قرار دارد ساخته شده. این ساختار به دو قسمت تقسیم می‌شود: قسمت بالایی که الکترودها درون آن قرار می‌گیرند، و دیگ کوره پایینی که بار ورودی در آن قرار میگیرد و گداخته میشود تا به فولاد تبدیل شود.
در قسمت بالایی کوره در کنار دیواره‌ها، در فضایی که 3 الکترود گرافیتی در آن قرار دارند،کوپلینگ آنها نیز قرار دارد که با زاویه 120 درجه از یکدیگر قراردارند.هر کوپلینگ دارای یک سیستم خنک کننده به وسیله آب و یک سیستم هیدرولیک برای جا‌به‌جا کردن الکترودها است. الکترودها افقی قرار داده می‌شوند.
در قسمت مرکزی دیوار جانبی، مطابق با قسمت بالایی دیگ کوره، در شارژ مجهز به پنل فلزی پوشیده شده با مواد نسوز داخلی وجود دارد، که قابلیت بسته شدن با مکانیزم قرقره را دارد. در قسمت پایینی دیواره جانبی، مطابق با قسمت پایینی دیگ کوره، دهانه بارگیری قرار دارد. در مرکز پایه فوقانی اجاق، لوله خروج گازها قرار دارد.

## کوره قوس غیرمستقیم
کوره قوسی که در آن گرما با برخورد قوس الکتریکی بین دو الکترود تولید می شود و سپس به شارژی که قرار است گرم شود منتقل می شود، کوره قوس الکتریکی غیرمستقیم نامیده می شود.در کوره قوس الکتریکی غیرمستقیم، قوس الکتریکی با بار تماس ندارد، بلکه گرما از طریق تابش از قوس الکتریکی به سطح بالایی بار و از طریق رسانش از سطح بالایی به لایه پایین در بار منتقل می شود. کوره از پوسته فولادی به شکل استوانه ساخته شده است. سطح داخلی پوسته فولادی باید با مقداری مواد نسوز پوشانده شود. دارای دو الکترود کربنی است که از منبع جریان مستقیم تک فاز برای ضربه زدن به قوس تامین می شود.
در کوره قوس الکتریکی غیرمستقیم، منبع AC ولتاژ پایین 1 فاز، در سراسر الکترودها اعمال می شود و با اتصال کوتاه الکترودها به صورت دستی یا خودکار برای لحظه ای و سپس جدا کردن آنها از یکدیگر، قوس الکتریکی ایجاد می شود. گرمای قوس از طریق تشعشع به لایه بالایی بار و به پوشش نسوز منتقل می شود و گرما از لایه بالایی بار از طریق رسانایی به سایر قسمت های بار منتقل می شود. از آنجایی که قوس در تماس با شارژ قرار نمی گیرد، برای گرم شدن، عمل هم زدن خودکار در کوره قوس غیر مستقیم وجود ندارد. بنابراین کوره قوس غیرمستقیم نیاز تجهیز به تجهیزات گهواره ای خودکار دارد. از این رو، برای توزیع مناسب گرما، کوره قوس غیرمستقیم باید به‌طور مداوم تکان داده شود و لایه‌های بیشتری از بار را در معرض دید قرار دهد، نه تنها برای انتقال گرما از قوس، بلکه از پوشش در معرض دید، منجر به طولانی‌تر شدن عمر پوشش می‌شود.
کوره قوس الکتریکی غیرمستقیم به دلیل ساختار کاملاً محصور، با بازده خوب کار می کند و الکترودهای کربنی کیفیت مذاب های آهنی را بیشتر بهبود می بخشد.

## عملکرد
کوره استاسانو با ذوب ضایعات آهن و چدن و عملیات کربن زدایی متوالی از مواد ذوب شده، فولاد تولید می کند.
كربن‌زدایی مخالف روند کربوریزاسیون است، به عبارتی کاهش مقدار کربن ماده.
این اصطلاح معمولاً در متالورژی استفاده می‌شود و کاهش مقدار کربن در فلزات (اکثراً فولاد) را توصیف می‌کند. کربن‌زدایی زمانی اتفاق می‌افتد که کربن موجود در فلز با گازهای حاوی اکسیژن یا هیدروژن (گازهای کربن‌زدایی) در دماهای ۷۰۰ درجه سانتی‌گراد یا بالاتر واکنش دهد. حذف کربن باعث حذف فازهای سخت کاربیدی می‌شود و در نتیجه فلزها در سطوحی که در تماس با گازهای کربن‌زدایی هستند، نرم می‌شوند. کربن‌زدایی بسته به کاربردی که فلز در آن استفاده می‌شود، می‌تواند مطلوب یا نامطلوب باشد؛ بنابراین این فرایند، فرایندی است که هم می‌تواند به صورت عمدی در یکی از مراحل فرایند تولید استفاده شود، هم به‌عنوان عارضه جانبی یک فرایند اتفاق افتاده باشد (مانند نورد کردن) که باید از آن جلوگیری کرد یا اثرش را معکوس کرد.
کوره در ابتدا با موادی که قرار است ذوب شود، بارگیری می شود که از در شارژ به داخل دیگ کوره وارد می شوند.پس از اتمام بارگیری، جریان به الکترودها ارسال می شود و قوس الکتریکی بین آنها ایجاد می‌شود. قوس الکتریکی، گرما تولید می کند که از طریق تشعشع حرارتی به مواد ذوب شده منتقل می شود، به همین دلیل است که کوره   استاسانو به عنوان یک دستگاه قوس غیر مستقیم یا تابشی شناخته می شود. در طول فرایند، در شارژ را می‌توان باز کرد تا مقادیر بیشتری از ضایعات آهن و چدن وارد دیگ کوره شود. هنگامی که تمام مواد ذوب شد، قبل از ریختن آن از دهانه تخلیه، اولین پالایش را انجام می دهد.